# Lehrstunde für Tom
Lehrstunde für Tom ist ein US-amerikanischer Zeichentrick-Kurzfilm von William Hanna und Joseph Barbera aus dem Jahr 1951.

## Handlung
Jerry schreibt einen Brief an seinen Cousin Muscles, der in seiner Stadt als gefürchteter Katzenjäger gilt. Muscles reist umgehend zu Jerry und nimmt den Kampf mit Tom auf. Zunächst entsorgt er die Dynamitstangen aus Jerrys Mauseloch in Toms Maul, schlägt Tom später, als der sie beim Essen stört, und wird ungehalten, als Tom beide Mäuse nicht in Ruhe in seinem Katzenkorb schlafen lässt.
Tom heuert nun drei Schlägerkatzen an, die jedoch gegen Muscles keine Chance haben. Tom gibt auf, fällt vor Muscles auf die Knie und küsst seine Füße. Muscles kann nun abreisen, lässt Jerry jedoch seine Kleidung da mit dem Hinweis, nur pfeifen zu müssen. Jerry kleidet sich nun wie Muscles und pfeift. Tom erscheint umgehend, küsst Jerry die Füße und die Maus ist begeistert.

## Produktion
Lehrstunde für Tom wurde 1950 fertiggestellt und erschien am 7. April 1951 als Teil der MGM-Trickfilmserie Tom und Jerry. Es war der 57. Trickfilm der Reihe. Die Maus Muscles wird im Original von Paul Frees gesprochen.

## Auszeichnungen
Lehrstunde für Tom wurde 1951 für einen Oscar in der Kategorie „Bester animierter Kurzfilm“ nominiert, konnte sich jedoch nicht gegen Gerald McBoing-Boing durchsetzen.